# Adolf Heyrowsky
Adolf Heyrowsky, avstro-ogrski častnik, vojaški pilot in letalski as, * 18. februar 1882, Murau, † 1945.
Stotnik Heyrowsky je v svoji vojaški službi dosegel 12 zračnih zmag; sam pa je bil 3 krat sestreljen.

## Življenjepis
Med prvo svetovno vojno je bil pripadnik Flik 2, Flik 9, Flik 12 in Flik 19.
Leta 1916, ko je bil poveljnik Flik 19, je bila enota nameščena na letališču Ajdovščina.

## Napredovanja
- Poročnik (Leutnant) 1904
- Nadporočnik (Oberleutnant) 1910
- Stotnik (Hauptmann) 1915

## Odlikovanja
- red železne krone 3. razreda